# Acroria sunstrigata
Acroria sunstrigata là một loài bướm đêm trong họ Noctuidae.